# Ernst Rüdiger Starhemberg
Ernst Rüdiger Starhemberg (Eferding, 10 maggio 1899 – Schruns, 15 marzo 1956) è stato un politico austriaco.
Egli era figlio del principe Ernst Rüdiger von Starhemberg (1861–1927) e della contessa Franziska (Fanny) von Larisch-Moennich (1875–1943), che tra il 1920 ed il 1930 fu membro del Parlamento Federale Austriaco.

## Biografia
Nel corso della prima guerra mondiale, si arruolò nell'esercito austriaco e combatté sul fronte italiano come guardiamarina. Dal 1920 studiò Economia ad Innsbruck, ove entrò nel Corps Rhaetia (una corporazione studentesca della zona di Innsbruck). Nel 1921 si arruolò nel Corpo Franco e prese parte all'assalto di St. Annaberg Dopo lo scioglimento dei Corpi Franchi, von Starhemberg, come molti ex appartenenti a queste formazioni libere militari, si avvicinò ai movimenti nazisti e partecipò nel 1923 al Putsch della birreria di Monaco, ma più tardi divenne un convinto avversario di Hitler.

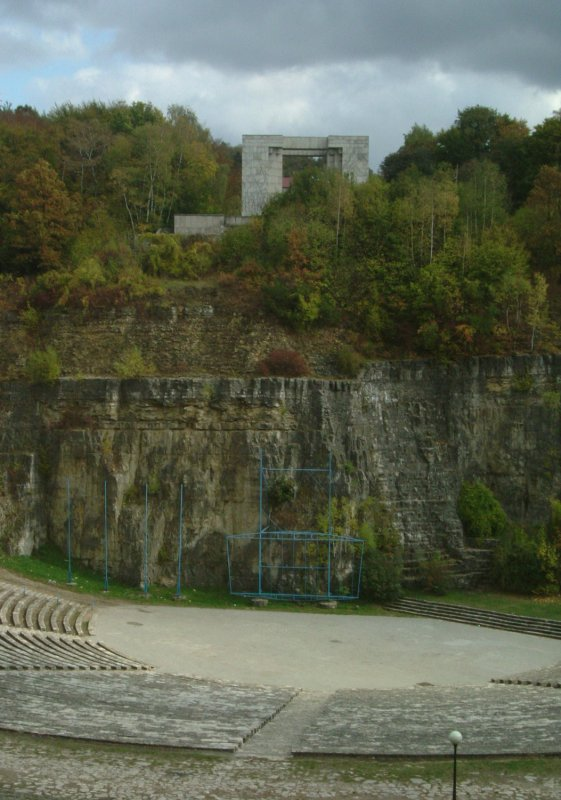
Teatro e monumento in ricordo della rivolta silesiana in Annaberg

Nel 1930 divenne comandante del movimento paramilitare austriaco di impronta fascista Heimwehr e nel 1932 sostenne il cancelliere Engelbert Dollfuß nel suo tentativo di instaurare in Austria un regime impostato sul modello fascista italiano.
Su richiesta di Dollfuß, von Starhemberg si adoperò per mettere insieme i numerosi gruppi politici di destra che esistevano nel paese per formare con questi un'unica entità politica. I suoi sforzi ebbero successo e fu fondato il Vaterländische Front.
Nel maggio del 1934, dopo la repressione della rivolta socialdemocratica in Austria, von Starhemberg, grazie anche al successo che aveva avuto nel formare il Vaterländische Front, assunse la carica di vice-cancelliere. Dopo l'assassinio di Dollfuß ad opera di nazisti austriaci, partecipò con la sua Heimwehr, grazie anche al sostegno di Mussolini, alla repressione del tentativo nazista di impadronirsi del potere ed annettere l'Austria alla Germania hitleriana.

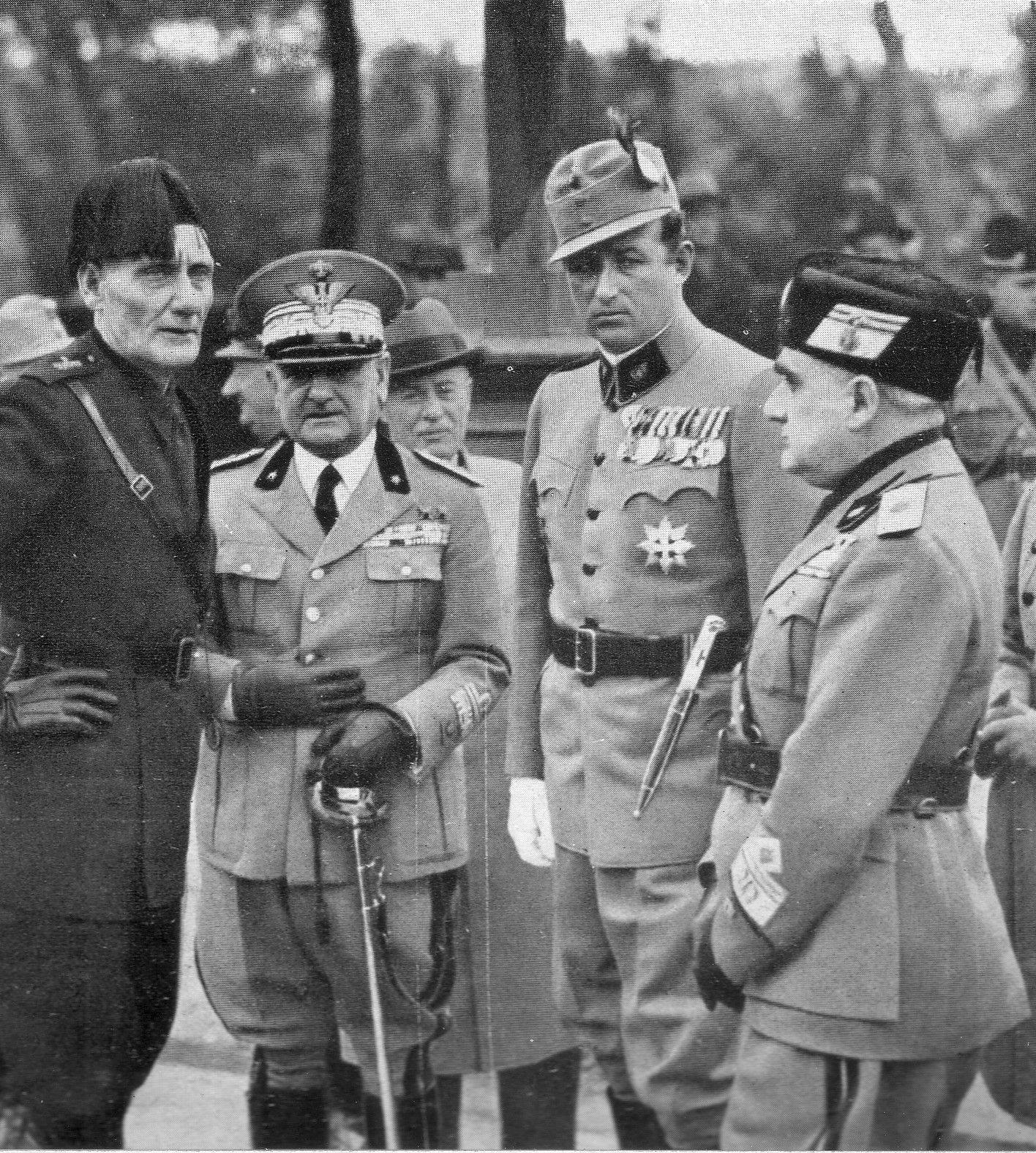
Il principe Starhemberg in visita in Italia affiancato dal barone Pompeo Aloisi, il generale Federico Baistrocchi e dal luogotenente della MVSN Luigi Russo

Assunse, quindi, la leadership del Vaterländische Front e, oltre a mantenere la carica di vice-cancelliere, ebbe pure l'incarico di Ministro per la Sicurezza nel governo Schuschnigg. Nel 1936 von Starhemberg rinunciò a tutte le sue funzioni nel governo austriaco. Il principale motivo delle sue dimissioni era la convinzione che solo un forte sostegno da parte dell'Italia poteva assicurare la sopravvivenza dell'Austria come stato indipendente, poiché sia la Francia che ll Regno Unito, in caso di un attacco da parte della Germania, non sarebbero stati pronti a provvedere in tal senso. Con questa idea von Starhemberg si trovò in evidente contrasto con la linea di governo del cancelliere Kurt Schuschnigg, e poi anche l'Italia si stava preparando ad abbandonare l'Austria in cambio di garanzie da parte tedesca sul confine del Passo del Brennero.
Inoltre, egli risultò coinvolto in uno scandalo finanziario-assicurativo (lo scandalo Phönix), che rese più facile al cancelliere Schuschnigg l'allontanamento dei suoi rivali dal centro del potere. Nel 1937 von Starhemberg emigrò con la moglie, l'attrice Nora Gregor, in Svizzera. L'anno successivo vendette il suo vigneto nella Wachau al suo locatario. Nel 1940 si trasferì in Francia. Durante la seconda guerra mondiale egli militò nella aviazione inglese ed in quella della Francia libera, dalle quali tuttavia uscì dopo che i due paesi si allearono con l'Unione Sovietica. Dal 1942 fino al 1955 Starhemberg visse in Argentina per rientrare poi in Austria ove morì.

## Matrimonio e figli
Il 2 dicembre 1937 Ernst Rüdiger sposò l'attrice Nora Gregor (1901 – 1949), già sposata e poi divorziata dal pianista Mitja Nikish, dalla quale aveva avuto già un figlio:
- Heinrich Starhemberg, (Lucerna, 4 ottobre 1934 – Buenos Aires, 30 gennaio 1997), attore e produttore cinematografico con il nome d'arte di Henry Gregor[3]